# Ezio Loik
Ezio Loik (* 26. September 1919 in Fiume; † 4. Mai 1949 in Superga) war ein italienischer Fußballspieler. Als Teil der berühmten Mannschaft des Grande Torino gewann er fünf italienische Meistertitel und brachte es auch auf neun Länderspiele für sein Heimatland.

## Karriere
Ezio Loik, geboren 1919 in Fiume, das damals italienische Provinz war, begann mit dem Fußballspielen beim in seiner Heimatstadt ansässigen Verein US Fiumana. In der Serie C 1936/37 machte der junge Mittelfeldspieler 41 Ligaspiele, in denen ihm zwölf Torerfolge gelangen. Nach diesem einen Jahr in der ersten Mannschaft von Fiumana verließ Ezio Loik seinen Heimatverein und schloss sich dem AC Mailand an. Für Milan machte Loik zwischen 1937 und 1940 insgesamt 53 Partien im Rahmen der Serie A, dabei erzielte er zehn Treffer. Nach drei Jahren in Mailand wechselte Ezio Loik im Sommer 1940 zum AC Venedig, wo er die erfolgreichste Phase überhaupt in der Vereinsgeschichte mitgestaltete. Gegen den AS Rom holte sich die Mannschaft um den jungen Valentino Mazzola in der Coppa Italia 1940/41 den Titel, nachdem man in einem Wiederholungsspiel durch einen Treffer von eben Ezio Loik mit 1:0 siegreich war. Sehr erfolgreich verlief auch Loiks zweite Saison im Ligabetrieb in Venedig. Mit dem dritten Platz in der Serie A 1941/42 erreichte man in dieser Spielzeit bis heute die beste Platzierung in der höchsten italienischen Fußballliga.
Nach Ende der Saison 1941/42 wechselte Ezio Loik erneut den Arbeitgeber und unterzeichnete einen Vertrag beim amtierenden Vizemeister AC Turin. Bei Torino war Loik in den folgenden Jahren entscheidend beteiligt am Aufbau des Grande Torino, der damals mit Abstand besten Vereinsmannschaft Italiens. Der Grande Torino um Akteure wie Stürmerstar Valentino Mazzola, Abwehrspieler Mario Rigamonti oder Flügelstürmer Romeo Menti dominierte den italienischen Fußball der ausgehenden Vierzigerjahre und holte zwischen 1943 und 1949 fünfmal in Serie die Fußballmeisterschaft in Italien, einzig unterbrochen durch den Zweiten Weltkrieg, der eine Pause des Spielbetriebes nötig machte. Ezio Loik war dabei Stammspieler in der großen Mannschaft des AC Turin. Er kam zwischen 1942 und 1949 auf 176 Ligaspiele mit siebzig Toren im Trikot der Granata. Er war auch dabei, als sich der AC Turin in der Saison 1942/43 mit einem 4:0 gegen seinen alten Verein, den AC Venedig, den Titel des italienischen Pokalsiegers holte. In die große Zeit des AC Turin fallen auch die neun Länderspiele, die Ezio Loik in den Jahren 1942 bis 1949 im Trikot der italienischen Fußballnationalmannschaft absolviert hat. In diesen neun Partien gelangen Loik vier Tore.
Am 4. Mai 1949 endete die Siegesserie des AC Turin mit einem Schlag. Nachdem man sich durch ein Remis gegen den AS Bari bereits vorzeitig die Meisterschaft in der Serie A 1948/49 – den fünften Titel in Folge – gesichert hatte, vereinbarte Präsident Ferruccio Novo ein Freundschaftsspiel im portugiesischen Lissabon. Beim Rückflug steuerten die Piloten ihr Flugzeug bei starkem Nebel gegen den Turiner Hausberg Superga, wo es an der Basilikata zerschellte. Der Unfall kostete alle Insassen das Leben, darunter auch die gesamte Mannschaft des AC Turin. Auch Ezio Loik war betroffen, er wurde 29 Jahre alt. Nach dem Flugunfall von Superga war die große Zeit des AC Turin vorbei. Der Verein stieg keine zehn Jahre später in die Serie B ab und konnte seitdem nur noch einmal den Titel des italienischen Fußballmeisters gewinnen.

## Erfolge
- Italienische Meisterschaft: 5×

1942/43, 1945/46, 1946/47, 1947/48 und 1948/49 mit dem AC Turin
- Italienischer Pokalsieg: 2×

1940/41 mit dem AC Venedig
1942/43 mit dem AC Turin